# زیارت بی‌بی حلیمه خاتون
زیارت بی بی حلیمه خاتون مربوط به دوره قاجار است و در کاشان، خیابان غیاث الدین جمشید، کوچه چهل دختران واقع شده و این اثر در تاریخ ۲۳ شهریور ۱۳۸۲ با شمارهٔ ثبت ۱۰۲۴۸ به‌عنوان یکی از آثار ملی ایران به ثبت رسیده است.